# Stephen Southwold
Stephen Southwold (n. 1887, Southwold, Anglia, Regatul Unit al Marii Britanii și Irlandei – d. 1964) a fost un scriitor englez de literatură științifico-fantastică, pe care a publicat-o sub mai multe pseudonime (cel mai adesea Neil Bell).

## Biografie
S-a născut în Southwold, Suffolk și a purtat inițial numele Stephen Henry Critten. A urmat studii la Colegiul St. Mark din Chelsea (1905-1907) și a lucrat ca învățător. A devenit un prolific scriitor britanic, folosind mai multe pseudonime. Primul pseudonim pe care l-a folosit, Stephen Southwold, i-a devenit numele real. Se pare că schimbarea numelui lui era o reacție împotriva tatălui său. A publicat cel mai adesea sub pseudonimul Neil Bell, dar și ca Miles, Stephen Green, S.H. Lambert și Paul Martens.
A scris inițial o serie de cărți științifico-fantastice, iar mai târziu s-a concentrat asupra romanelor convenționale. Mai multe povestiri pentru copii au fost publicate sub numele Southwold. Cele mai cunoscute romane științifico-fantastice sunt: The Seventh Bowl (despre nemurire), The Gas War Of 1940 (despre un viitor război) și The Lord of Life (despre sfârșitul lumii). Who Walk in Fear este o colecție de povestiri de groază.

## Lucrări
- The Common Day (1915), poezii
- In Between Stories (1923) ca Stephen Southwold
- Listen Children: Stories for Spare Moments (1926) ca Stephen Southwold
- Once Upon a Time Stories (1927) ca Stephen Southwold
- Ten-Minute Tales (1927) ca Stephen Southwold
- The Children's Play Hour Book (1927), redactor
- Listen Again Children! (1928) ca Stephen Southwold
- Happy Families (1929) ca Stephen Southwold
- Man's Great Adventure (1929) ca Stephen Southwold
- The Seventh Bowl (1930) ca Miles, apoi ca Neil Bell
- True Tales of an Old Shellback (1930) ca Stephen Southwold
- Precious Porcelain (1931) ca Neil Bell
- Valiant Clay (1931), reeditată sub titlul The Gas War of 1940, ca Miles, apoi ca Neil Bell
- Life and Andrew Otway (1931) ca Neil Bell
- The Disturbing Affair of Noel Blake (1932) ca Neil Bell
- The Marriage Of Simon Harper (1932) ca Neil Bell
- The Lord of Life (1933) novel, ca Neil Bell
- Bredon And Sons (1933) ca Neil Bell
- Fiddlededee: A Medley of Stories (1933) ca Stephen Southwold
- Death Rocks the Cradle: A Strange Tale (1933) ca Paul Martens, apoi ca Neil Bell
- The Truth About My Father (1934) ca Paul Martens, apoi ca Neil Bell
- Winding Road (1934) ca Neil Bell
- The Days Dividing (1935) ca Neil Bell
- The Son of Richard Carden (1935) ca Neil Bell
- Mixed Pickles (1935) stories, ca Neil Bell
- Animal Stories (1935) ca Stephen Southwold
- More Animal Stories (1935) ca Stephen Southwold
- Forty More Tales (1935) ca Stephen Southwold
- Crocus (1936) ca Neil Bell
- Lucky Dip (1936) ca Neil Bell
- Strange Melody (1936) ca Neil Bell
- The Book of Animal Tales (1936) ca Stephen Southwold
- The Tales of Joe Egg (1936) ca Stephen Southwold
- Testament of Stephen Fane (1937) ca Neil Bell
- Pinkney's Garden (1937)
- Precious Porcelain (1938) ca Neil Bell
- Love And Julian Farne (1938) ca Neil Bell
- One Came Back (1938) ca Neil Bell
- The Smallways Rub Along (1938) ca Neil Bell
- Now For A Story (1938) ca Stephen Southwold
- Not A Sparrow Falls (1939) ca Neil Bell
- The Abbot's Heel (1939) ca Neil Bell
- So Perish The Roses: a novel of the life of Charles Lamb (1940) ca Neil Bell
- The Desperate Pursuit (1941) ca Neil Bell
- The Spice of Life (1941) ca Neil Bell
- Peek's Progress (1942) ca Neil Bell
- The Tower of Darkness (1942) ca Neil Bell
- Cover His Face: Thomas Chatterton (1943) ca Neil Bell
- Child of My Sorrow (1944) ca Neil Bell
- A Portrait of Gideon Power (1944) ca S. H. Lambert, apoi ca Neil Bell
- The Handsome Langleys (1945) ca Neil Bell
- Life Comes to Seathorpe (1946) ca Neil Bell
- A Romance in Lavender (1946) ca Stephen Southwold
- Alpha and Omega (1946), povestiri, ca Neil Bell
- Forgive Us Our Trespasses (1947) ca Neil Bell
- The Governess at Ashburton Hall (1948) ca Neil Bell
- Ten Short Stories (1948)
- Immortal Dyer. A Novel of the Life and Times of Jeff Lister, King of the Commons, the Pride of Norfolk (1948) ca Stephen Southwold
- Who Was James Carey? (1949) ca Neil Bell
- Scallywag (1949) stories
- Forty Stories (1949) ca Stephen Southwold
- I am Legion (1950) ca Neil Bell
- Three Pairs of Heels (1950) ca Neil Bell
- The Inconstant Wife (1950) ca Stephen Southwold
- The Dark Page (1951) ca Neil Bell
- One of the Best (1952) ca Neil Bell
- Life Comes to Seathorpe (1953) ca Stephen Southwold
- Who Walk in Fear (1953) short novels, ca Stephen Southwold
- The Secret Life of Miss Lottinger (1953), nuvelă și povestiri, ca Neil Bell
- Many Waters (1954) ca Neil Bell
- Tell Me Another (1954) ca Stephen Southwold
- My Writing Life (1955), autobiografie
- The Custody of the Child (1955)
- The Flowers of the Forest (1955) ca Neil Bell
- Luke Bramwhite – His Joyous Life and Happy Death (1955) ca Neil Bell
- The Captain's Woman: and other Stories (1955) ca Neil Bell
- All My Days (1956) ca Neil Bell
- Thy First Begotten (1957) ca Neil Bell
- What No Woman Knows (1957) ca Neil Bell
- Mrs Rawleigh and Mrs Paradock (1958) ca Neil Bell
- The Black Sheep (1958) ca Neil Bell
- At the Sign of the Unicorn (1959) ca Neil Bell
- Simon Dale (1959)
- Corridor of Venus (1960) ca Neil Bell
- My Brother Charles (1960) ca Neil Bell
- 13 Piccadilly (1961)) ca Neil Bell
- The Endless Chain (1961) ca Neil Bell
- The Narrow Edge (1961) ca Neil Bell
- Village Casanova and other Stories (1961) ca Neil Bell
- I Paint Your World (1963) ca Neil Bell
- The Story of Leon Barentz (1963) ca Neil Bell
- The Ninth Earl of Whitby (1966) ca Neil Bell
- Missing from Home (1983) ca Neil Bell
- The House at the Crossroads
- Love and Desire and Hate stories, ca Neil Bell
- Hey, Diddle Diddle ca Stephen Southwold
- Ten Old Men ca Stephen Southwold
- The Last Bus and other stories
- The Sea Horses and other stories
- Yesterday and Long Ago, ca Stephen Southwold

## Legături externe
- https://web.archive.org/web/20110610013023/http://homepages.pavilion.co.uk/tartarus/s16.htm
- Neil Bell la Library of Congress Authorities, cu 60 înregistrări de catalog